# 쑨융 앨리스 장

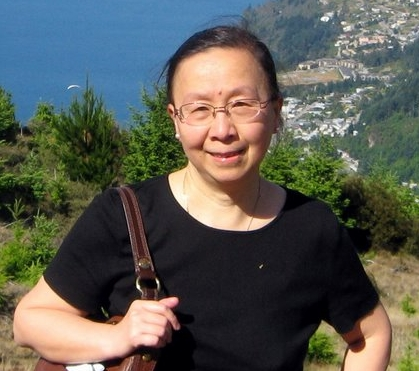

쑨융 앨리스 장(중국어: 張聖容; 병음: Zhāng Shèngróng, 하카어: Chông Sṳn-yùng, [t͡soŋ sɨn juŋ], 1948년 ~ )은 대만계 미국인 수학자로 조화해석과 편미분 방정식, 미분기하학에 이르는 수학적 분석 분야를 전문으로 한다. 프린스턴 대학교의 수학과 유진 히긴스 교수이다.